# Брезе (Новий Винодольський)
45°11′ пн. ш. 14°52′ сх. д. / 45.18° пн. ш. 14.87° сх. д.
Брезе (хорв. Breze) — населений пункт у Хорватії, у Приморсько-Горанській жупанії у складі міста Новий Винодольський.

## Населення
Населення за даними перепису 2011 року становило 4 осіб.
Динаміка чисельності населення поселення:

## Клімат
Середня річна температура становить 8,33 °C, середня максимальна – 20,23 °C, а середня мінімальна – -4,30 °C. Середня річна кількість опадів – 1520 мм.
| Клімат поселення                              | Клімат поселення | Клімат поселення | Клімат поселення | Клімат поселення | Клімат поселення | Клімат поселення | Клімат поселення | Клімат поселення | Клімат поселення | Клімат поселення | Клімат поселення | Клімат поселення | Клімат поселення |
| Показник                                      | Січ.             | Лют.             | Бер.             | Квіт.            | Трав.            | Черв.            | Лип.             | Серп.            | Вер.             | Жовт.            | Лист.            | Груд.            |                  |
| Середній максимум, °C                         | 5,88             | 5,66             | 7,70             | 11,57            | 16,21            | 19,94            | 20,17            | 20,23            | 16,17            | 11,96            | 7,16             | 5,03             |                  |
| Середня температура, °C                       | 0,89             | 0,68             | 2,72             | 6,58             | 11,22            | 14,96            | 17,21            | 17,26            | 13,20            | 9,00             | 4,22             | 2,08             |                  |
| Середній мінімум, °C                          | −4,1             | −4,3             | −2,26            | 1,59             | 6,23             | 9,98             | 14,25            | 14,30            | 10,24            | 6,04             | 1,24             | −0,9             |                  |
| Норма опадів, мм                              | 103              | 103              | 114              | 127              | 111              | 127              | 88               | 109              | 140              | 169              | 185              | 144              |                  |
| Середньомісячна швидкість вітру, м/с          | 3.70             | 3.80             | 3.80             | 3.47             | 3.19             | 3.02             | 2.89             | 2.98             | 3.19             | 3.55             | 3.94             | 4.03             |                  |
| Середньомісячна сонячна радіація, кДж/м²·день | 4370             | 7174             | 10447            | 14834            | 19014            | 20519            | 22119            | 18688            | 13881            | 9124             | 4807             | 3723             |                  |
| --------------------------------------------- | ---------------- | ---------------- | ---------------- | ---------------- | ---------------- | ---------------- | ---------------- | ---------------- | ---------------- | ---------------- | ---------------- | ---------------- | ---------------- |
| Джерело:                                      |                  |                  |                  |                  |                  |                  |                  |                  |                  |                  |                  |                  |                  |